# Messy (Lil Tracy)
Messy è un singolo del rapper statunitense Lil Tracy, pubblicato il 4 settembre 2020

## Tracce
1. Messy – 2:36